# Пигалёво (Нижегородская область)
Пигалёво — деревня в Воскресенском районе Нижегородской области. Входит в состав Владимирского сельсовета.
Находится в 22 км от административного центра сельсовета. Имеет одну улицу — Центральную.